# Helene Papanek
Helene Papanek (geborene Helene Goldstern, 10. Juni 1901 in Wien, Österreich-Ungarn; gestorben 21. Mai 1985 in New York City) war eine austroamerikanische Ärztin und Individualpsychologin.

## Leben
Helene Goldstern war eine Tochter des Arztes Samuel Goldstern (1866–1939) und der Marie Bernstein (1876–1967). Ihre Eltern waren aus Russland nach Österreich-Ungarn emigriert, sie besaßen seit 1915 die Fango-Heilanstalt in Wien. Ihre Schwester Lucie Karplus (1900–1970) war die Mutter des Chemikers Martin Karplus und des Physikers und Physik-Pädagogen Robert Karplus, ihr Bruder Alexander Goldstern (1907–1987) übernahm die Leitung der Fango-Heilanstalt der Eltern, ihre Schwester Claire Wernert (1913–2001) überlebte ebenfalls den Holocaust in der Emigration.
Goldstern studierte Medizin und wurde 1925 in Wien promoviert und machte danach ihren Turnus im Allgemeinen Krankenhaus der Stadt Wien (AKH). 1925 heiratete sie den Pädagogen und sozialdemokratischen Politiker Ernst Papanek, sie hatten zwei Söhne, der Ökonom Gustav Fritz Papanek (1926–2022) und Georg (* 1931). Sie wurde ebenfalls in der SDAP aktiv. 1927 begann sie im AKH eine Facharztausbildung in der neurologischen Abteilung und arbeitete ab 1929 im Privatsanatorium Wiener Kuranstalt, das sie ab 1936 als Chefärztin leitete.
Parallel dazu unterzog sie sich ab 1931 beim Kinderarzt und Psychoanalytiker Josef Karl Friedjung einer Lehranalyse. Ernst Papanek musste 1934 aus dem ständestaatlichen Österreich in die Tschechoslowakei nach Brünn flüchten, nach dem Anschluss Österreichs flüchtete auch Helene Papanek aus politischen Gründen und als rassistisch Verfolgte im Juli 1938 in die CSR.
Dem Ehepaar wurde von der Hilfsorganisation Œuvre de secours aux enfants (OSE) die Leitung von vier Heimen für jüdische Flüchtlingskinder in Montmorency bei Paris anvertraut. Nach der deutschen Besetzung Frankreichs 1940 flüchteten sie mit den Kindern in den unbesetzten Süden Frankreichs. Der Familie Papanek gelang im September 1940 die Ausreise in die USA.
Helene Papanek war in New York zunächst als Krankenschwester am Lebanon Hospital beschäftigt. Sie erhielt 1943 die ärztliche Zulassung für die USA und arbeitete in einer eigenen ärztlichen Praxis und als Psychiaterin an verschiedenen Krankenhäusern im Staat New York.
1952 wurde sie Direktorin des Alfred-Adler-Instituts in New York, an dem in einem Drei-Jahres-Curriculum Individualpsychologie gelehrt wurde. Von 1971 bis 1975 leitete sie die Abteilung für Gruppenpsychotherapie der Mental Hygiene Clinic des Alfred-Adler-Instituts und arbeitete selbst als Psychiaterin. Einige Jahre war sie Präsidentin der North American Society of Adlerian Psychology.
Sie war Mitglied verschiedener Organisationen, darunter die American Medical Association, American Psychiatric Association, American Group Psychotherapy Association, New York Academy of Sciences. Papanek wurde für ihre 20-jährige Tätigkeit am Lenox Hill Hospital ausgezeichnet.

## Schriften
- mit Ernst Papanek: Individual Psychology Today. American Journal of Psychotherapy. 1961, S. 4–26.
- Verzeichnis der Zeitschriftenaufsätze bei Clara Kenner, 2002.